# Peter Wagner (Musikwissenschaftler)
Peter Joseph Wagner (* 19. August 1865 in Kürenz bei Trier; † 17. Oktober 1931 in Freiburg, Schweiz) war ein deutscher Musikwissenschaftler.

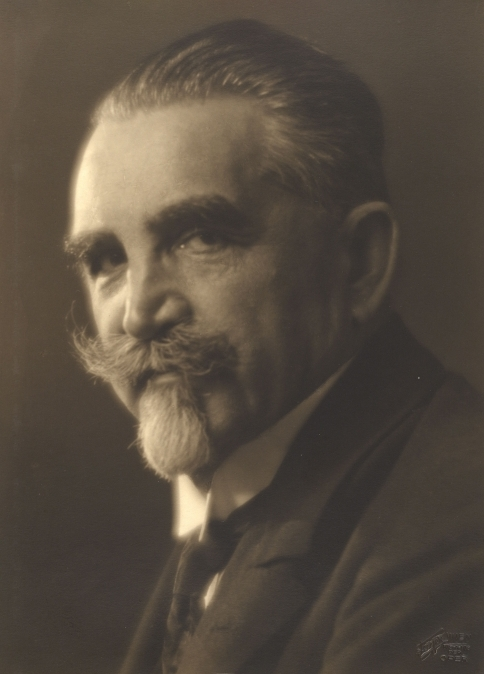
Aufnahme von Georg Fayer (1927)

## Leben
Peter Wagner war der Sohn von Peter und Margaretha Wagner, geb. Müller.
Von 1886 bis 1890 studierte er Musikwissenschaft in Straßburg, wurde 1893 Dozent an der Universität Freiburg in der Schweiz, promovierte bei Gustav Jacobsthal und habilitierte sich 1893 für Musikgeschichte und Kirchenmusik an der Universität Freiburg. Dort wurde er 1902 Professor und leitete das Institut ab 1920 als Rektor.
Er schuf Beiträge zur Erforschung des lateinischen einstimmigen liturgischen Gesangs (Gregorianik). 1927 wurde er 1. Präsident der Internationalen Gesellschaft für Musikwissenschaft. Er war Mitglied der Schwedischen Akademie der Tonkunst und der Deutschen Akademie in München.

## Bedeutung
Aus Wagners Habilitationsschrift entstand das dreibändige Standardwerk zur Choralforschung Einführung in die Gregorianischen Melodien. Seine wissenschaftlichen Choralforschungen, zum Beispiel über O Roma nobilis, galten als richtungsweisend.

## Auszeichnung

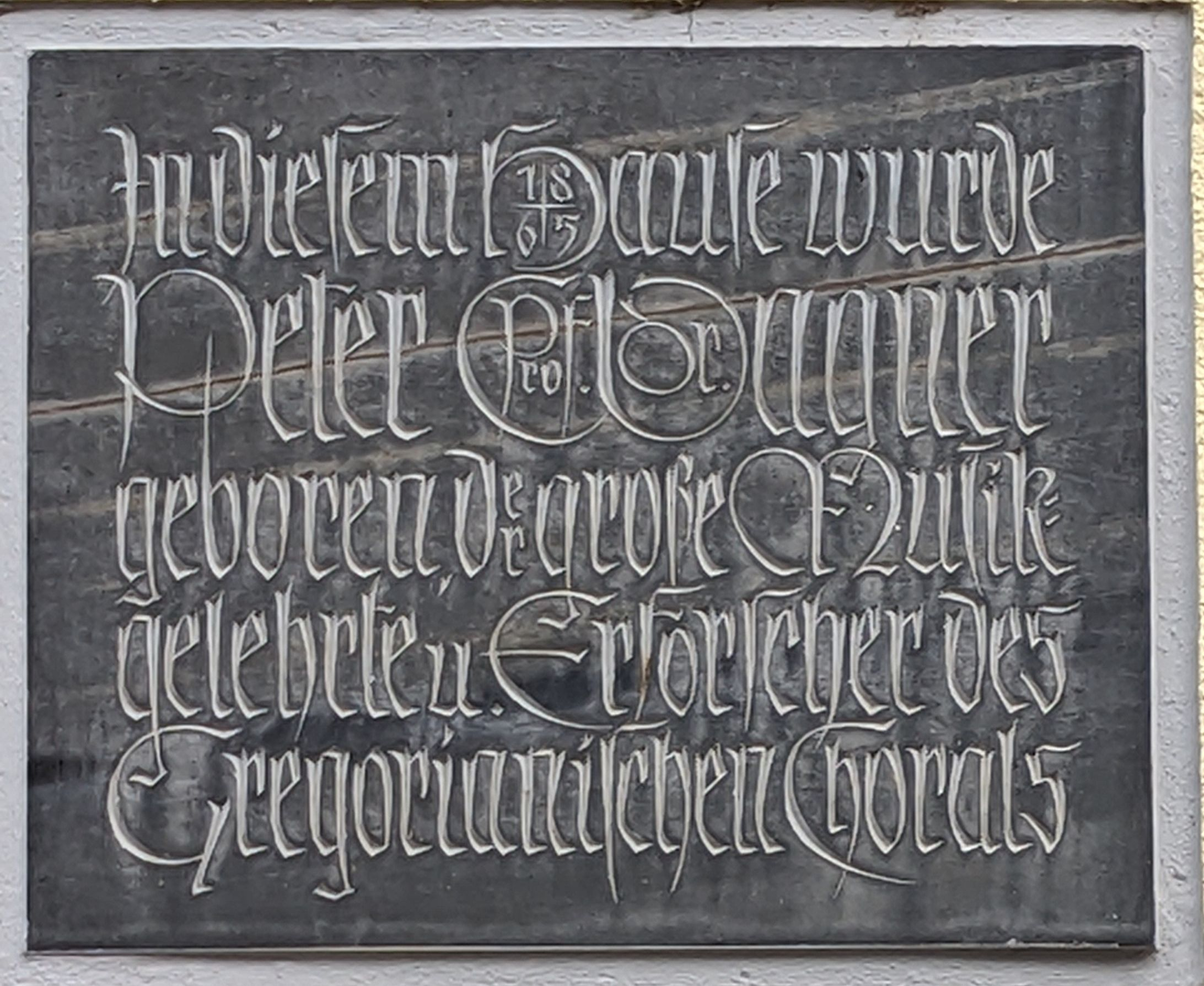
Gedenktafel an seinem Geburtshaus in Trier Kürenz.

1908 erhielt er das Komturkreuz des St.-Gregorius-Ordens.
Eine Straße in seinem Geburtsort ist nach ihm benannt.